# 弥富村 (岐阜県)
弥富村（やとみむら）は、かつて岐阜県郡上郡に存在した村である。
かつての大和町の北部、大和町の中心部に該当し、現在は郡上市の一部である。村域の一部（大間見地区の一部）は境界変更などで白鳥町の一部となっていたが、この地域も現在は郡上市である。

## 歴史
江戸時代、この地域は郡上藩領であった。
- 1897年（明治30年）4月1日 - 小間見村、剣村、大間見村、万場村が合併し発足。
- 1955年（昭和30年）3月28日 - 西川村、山田村と合併し大和村が発足。同日弥富村廃止。

## 学校
- 弥富村立弥富小学校
  - 万場分校
  - 小間見分校
  - 大間見分校
- 弥富村立弥富中学校
  - 北分教場

## 交通機関
- 日本国有鉄道
  - 越美南線：美濃弥富駅 - 万場駅

現在は旧村域に上万場駅が設置されているが、当時は未開業。

## 名所・旧跡
- 白雲山（濃飛八景の第六位）